# Marici
Pour les articles homonymes, voir Marici (homonymie).

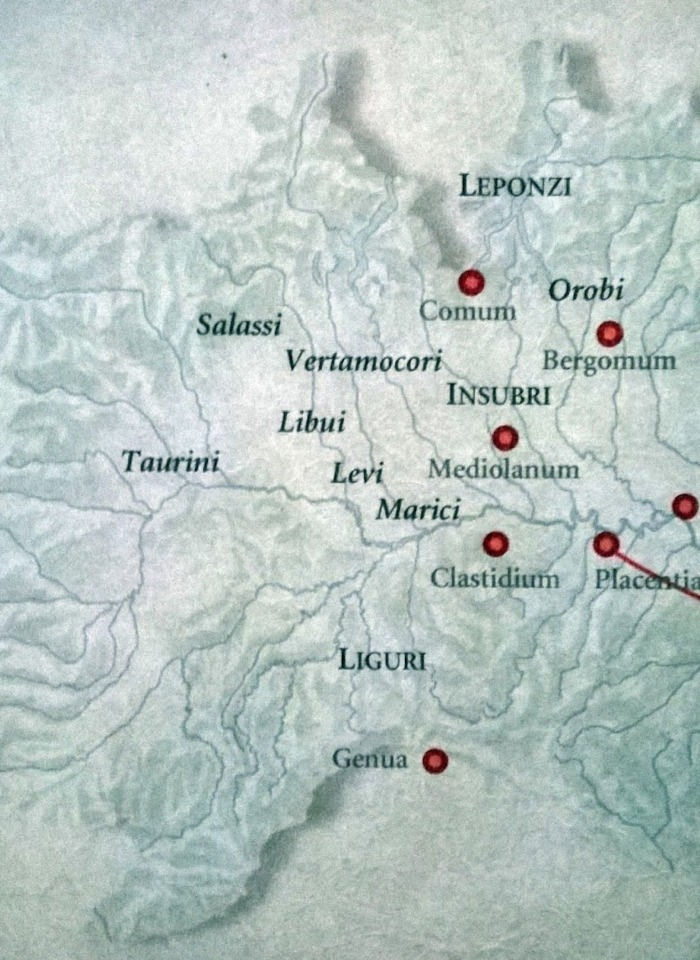
Peuples antiques des Alpes occidentales

Selon Venceslas Kruta, les Marici ou Marices étaient un peuple celtique ou celto-ligure de la Transpadane qui occupait, au sud des Laevi, la région située entre le cours du Tessin et le Pô, l'actuelle Lomelline.

## Histoire
Les Marici sont nommés par Pline l'Ancien, qui leur attribue ainsi qu'à leurs voisins les Laevi, la fondation de Ticinum (devenue Pavie). Ils ne sont pas nommés ainsi par d'autres auteurs anciens. Mais on retrouve leur nom dans celui de la Porta Marica ou Marenca, dans l'enceinte de Pavie, qui s'ouvrait du côté ouest sur la route menant à la Lomelline ; une porte du même nom existait aussi dans la ville piémontaise d'Alexandrie. Plusieurs toponymes locaux font référence à eux, comme Vicomaricus, qu'on retrouve derrière le nom de Vigomarito, fraction de la commune de Menconico (province de Pavie), ou de Vicomarino, fraction de la commune de Ziano Piacentino (province de Plaisance).
Polybe mentionne dans la même région le peuple des Anamares (Ανάμαρες), parfois Anares (Ἄναρες), sur la rive droite (méridionale) du Pô, autour de Clastidium (aujourd'hui Casteggio). On considère souvent que les deux dénominations, Marici en latin et Anamares en grec, désignent le même peuple.
Avant la romanisation, les Marici, comme d'autres petits peuples voisins, semblent avoir été soumis à un certain degré de domination par les Insubres, peuple celte plus puissant établi plus au nord dans la région de Milan.

### Les étapes de la romanisation
En 223 av. J.-C., les Marici font alliance avec les Romains et se soumettent à leur autorité.